# Acquirino Francis Kibira
Acquirino Francis Kibira (* 16. April 1958 in Kigoto-Bulyansungwe, Distrikt Kamwenge, Uganda) ist ein ugandischer Geistlicher und römisch-katholischer Bischof von Kasese.

## Leben
Acquirino Francis Kibira empfing am 23. September 1984 die Priesterweihe für das Bistum Fort Portal.
Papst Franziskus ernannte ihn am 15. April 2014 zum Bischof von Kasese. Die Bischofsweihe spendete ihm der Erzbischof von Mbarara, Paul K. Bakyenga, am 12. Juli 2014. Mitkonsekratoren waren der Altbischof von Kasese, Egidio Nkaijanabwo, und der Altbischof von Fort Portal, Paul Lokiru Kalanda.